# Ryszard Dadlez
Ryszard Dadlez (ur. 1 marca 1931 w Ciechanowie, zm. 5 marca 2008 w Warszawie) – polski geolog, profesor, syn Michała Dadleza.

## Życiorys
Urodził się w rodzinie nauczycielskiej, jego matką była Aleksandra (z domu Kurek). Do szkoły powszechnej uczęszczał w Warszawie w latach 1938–1943. W 1943 rozpoczął naukę w szkole średniej na tajnych kompletach, przerwaną wybuchem Powstania Warszawskiego. Sam w powstaniu nie uczestniczył, przeżył jednak rodzinną tragedię — starsza siostra, studentka podziemnego Uniwersytetu Warszawskiego, zaangażowana w działalność konspiracyjną, poległa w Powstaniu jako łączniczka batalionu Armii Krajowej Kiliński. Po powrocie do Warszawy, w lecie 1945 uczył się w Liceum im. A. Mickiewicza. Maturę zdał w 1949 i podjął studia geologiczne na Uniwersytecie Warszawskim, które ukończył w 1953. W trakcie studiów zatrudnił się w Państwowym Instytucie Geologicznym, gdzie pracował do końca swej działalności. Doktorat uzyskał w 1965 na podstawie pracy Stratygrafia liasu w Polsce zachodniej, a w 1975 habilitację na podstawie rozprawy Studia tektoniczne w obszarze północno-zachodniej Polski. Od 1981 profesor. 
Od 1959 był kierownikiem Pracowni Geologii Polski Północnej w Zakładzie Geologii Niżu Państwowego Instytutu Geologicznego, przemianowanej późnie na Pracownię Regionu Pomorskiego. W latach 1973–1977 był kierownikiem Zakładu Geologii Ropy i Gazu Państwowego Instytutu Geologicznego, zaś w latach 1977-1988 - kierownikiem Zakładu Stratygrafii. W latach 1981–1999 był członkiem Rady Naukowej Instytutu, m.in. jej wiceprzewodniczącym. W latach 1981–1989 był wiceprzewodniczącym Komitetu Nauk Geologicznych PAN. W latach 1976–1997 pełnił funkcję redaktora naczelnego Kwartalnika Geologicznego, zaś od 1996 - wiceprzewodniczącego Stowarzyszenia dla Głębokich Badań Geologicznych w Polsce. Przez wiele lat opiniował prace poszukiwawcze górnictwa naftowego jako rzeczoznawca w Komisji Oceny Projektów Geologicznych. Położył zasługi dla odkrycia wielu złóż ropy naftowej i gazu ziemnego na Pomorzu Zachodnim (w Kamieniu Pomorskim, Wrzosowie, Gorzysławiu, Wierzchowie.
Głównymi specjalizacjami naukowymi Dadleza była stratygrafia mezozoiku, tektonika i geologia regionalna, a w szczególności paleogeografia, ewolucja
basenów sedymentacyjnych i tektonika pokryw platformowych. Autor ponad 230 publikacji naukowych. Uczestniczył w powstawaniu pierwszego polskiego kodeksu stratygraficznego, a także w wielu pracach nad systematyzowaniem podziałów litostratygraficznych pokrywy osadowej Niżu Polskiego. Prowadził m.in. prace regionalne i tektoniczne dotyczące obszaru nadbałtyckiego między Szczecinem i Koszalinem oraz w strefie Koszalin–Chojnice.
Należał do Polskiego Towarzystwa Geologicznego.
Spoczywa na cmentarzu Powązkowskim w Warszawie (kwatera 243-4-18).

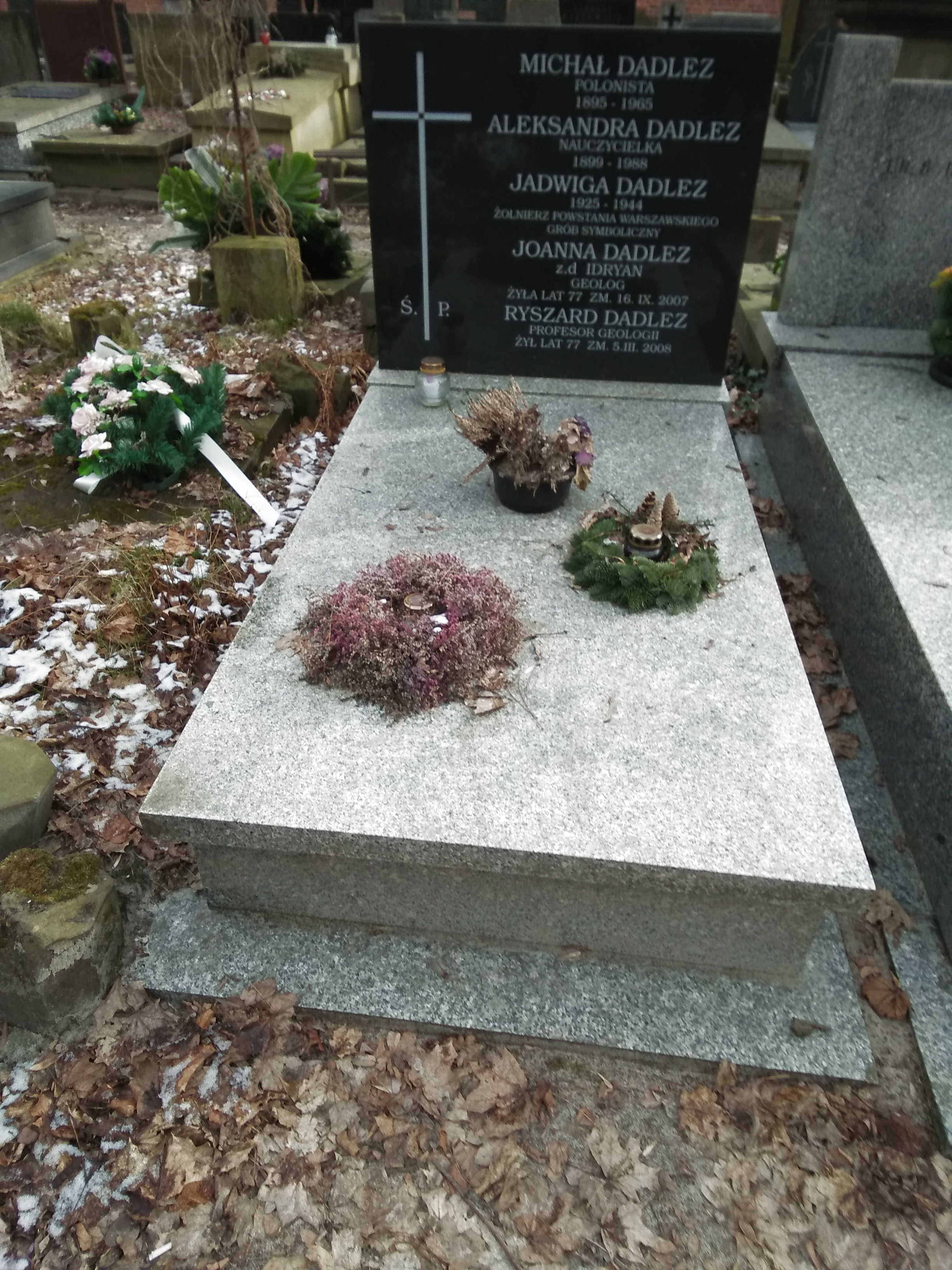
Grób Ryszarda Dadleza na cmentarzu Powązkowskim

## Odznaczenia
- Krzyż Kawalerski Orderu Odrodzenia Polski (1989)
- zespołowa Nagroda Państwowa II stopnia (1964) za opracowania na temat liasu w ramach tzw. I etapu badań podłoża Niżu Polskiego
- Nagroda im. S. Staszica VII Wydziału Polskiej Akademii Nauk za podręcznik Tektonika (1995)
- Złota Odznaka Państwowego Instytutu Geologicznego

## Wybrane publikacje
- R. Dadlez, W. Jaroszewski, 1994. Tektonika. Wyd. PWN.
- Atlas paleogeograficzny epikontynentalnego permu i mezozoiku w Polsce (1998). Wyd. PIG – współautor
- Mapa geologiczna Polski bez utworów kenozoiku w skali 1 : 1 000 000 (2000). Wyd. PIG; – współautor